# 荷蘭的弗雷德里克王子
弗雷德里克王子（荷蘭語：Willem Frederik Karel，1797年2月28日—1881年9月8日），是奧蘭治親王威廉六世（1815年成為荷蘭國王，稱威廉一世）的次子，威廉二世的弟弟。
1813年，隨著拿破崙在萊比錫戰役的失敗，弗雷德里克隨著他的父親回到荷蘭。1815年，父親根據維也納會議的决议，成為新建立的荷蘭聯合王國第一任國王威廉一世。

## 家庭
1825年，弗雷德里克與普魯士國王腓特烈·威廉三世的幼女，同時也是自己表妹的路易絲公主結婚，共有二子二女：
- 威廉明娜·弗雷德莉卡·亞歷山德琳·安娜·路易絲（1828年8月5日–1871年3月30日），1850年與卡爾十五世結婚
- 威廉·弗雷德里克·尼古拉斯·卡爾（1833年7月6日–1834年11月1日），夭折
- 威廉·弗雷德里克·尼古拉斯·阿爾伯特（1836年8月22日–1846年1月23日），早逝
- 威廉明娜·弗雷德莉卡·安娜·伊莉莎白·瑪麗（1841年7月5日–1910年6月22日），阿爾巴尼亞親王威廉之母。